# جامعة شنت ياقب (إسبانيا)
جامعة شنت ياقب أو جامعة سانتياغو دي كومبوستيلا (بالجليقية: Universidade de Santiago de Compostela، وبالإسبانية: Universidad de Santiago de Compostela، ويختصر الاسم في اللغتين إلى USC) هي جامعة إسبانية عامة مقرها مدينة شنت ياقب بمنطقة جليقية (غاليسيا) في الشمال الغربي الإسباني. لها حرم جامعي آخر في مدينة لك، وهي جامعات إسبانيا المرموقة، ومن أقدم جامعات العالم التي ما زالت تعمل حتى اليوم منذ إنشائها.

## تاريخ الجامعة
يعود تاريخ الجامعة إلى مدرسة أُسست في مدينة شنت ياقب  سنة 1495، ثم أقر البابا يوليوس الثاني إنشاء جامعة في شنت ياقب سنة 1504، ولكن المرسوم البابوي بتأسيس الجامعة لم يصدر رسميًا إلا سنة 1526، في عهد البابا كليمنت السابع. وفي سنة 1555 بدأ تحول الجامعة من معهد ديني صرف إلى مؤسسة أكاديمية بدأ فيها تدريس العلوم الدنيوية، وكان ذلك على يد الكاردينال خوان ألفاريز دي توليدو. وقد احتفلت الجامعة بمئويتها الخامسة سنة 1995.

## حرم الجامعة
يقع مقر الجامعة في مدينة شنت ياقب بمنطقة جليقية، ولها حرم آخر في مدينة لوغو. وتبلغ المساحة الكلية لمباني وأراضي الجامعة أكثر من مليون وثلاثمائة ألف متر مربع.

## الأساتذة والطلاب
يبلغ عدد العاملين بالتدريس والبحث العلمي في جامعة شنت ياقب ما يزيد على ألفي عضو هيئة تدريس، ويدرس بها 42 ألف طالب، كما يعمل بالهيكل الإداري والخدمي للجامعة أكثر من ألف شخص.

## كليات الجامعة
تضم جامعة شنت ياقب 19 كلية، هي:
- كلية الاقتصاد وإدارة الأعمال
- كلية الجغرافيا والتاريخ
- كلية الرياضيات
- كلية الصيدلة
- كلية الطب وطب الأسنان
- كلية الطب البيطري
- كلية علم الأحياء
- كلية علم النفس
- كلية علوم الاتصال
- كلية علوم التربية
- كلية العلوم السياسية والاجتماعية
- كلية فقه اللغة
- كلية الفلسفة
- كلية الفيزياء
- كلية القانون
- كلية الكيمياء

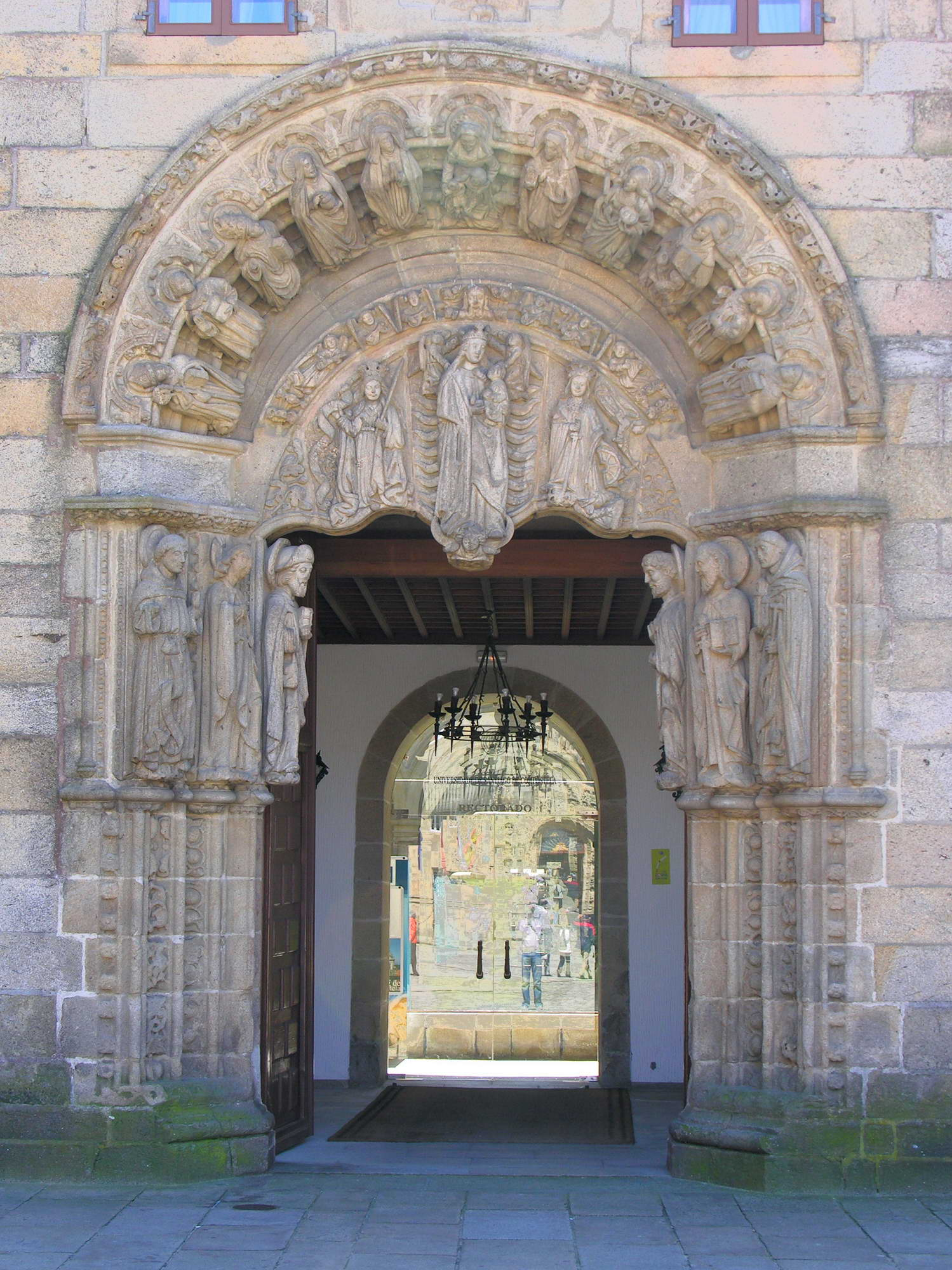

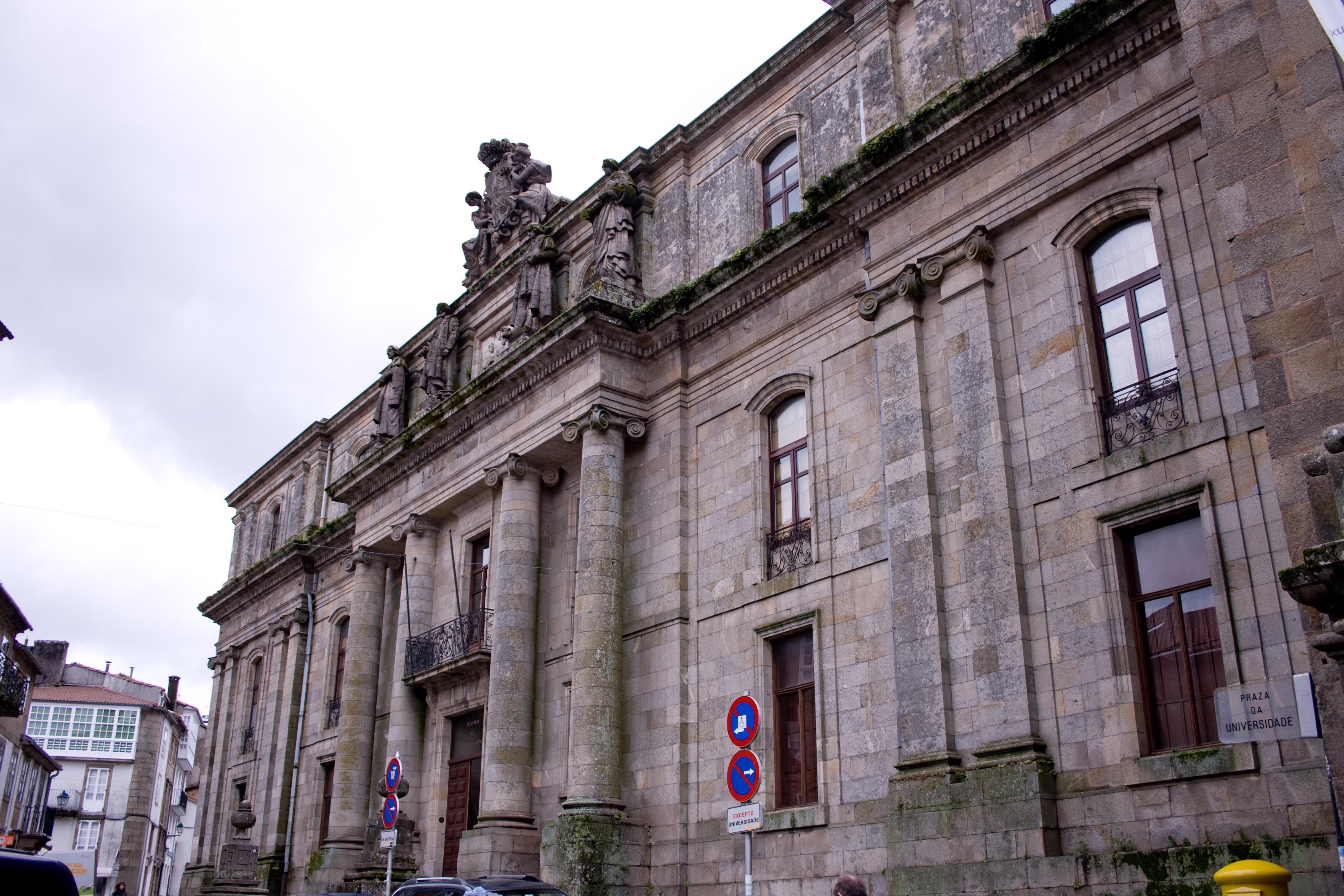
مبنى كلية الجغرافيا والتاريخ بالجامعة

- المدرسة الجامعية للبصريات والقياسات البصرية
- المدرسة الجامعية للتمريض
- المدرسة الجامعية لعلاقات العمل
- المدرسة العليا متعددة التقنية (في الحرم الجامعي بمدينة لوغو)
- المدرسة العليا للهندسة التقنية

## من مشاهير الخريجين
- غونثالو تورينتي باييستير: كاتب وفيلسوف.
- ماريانو راخوي: رئيس وزراء إسبانيا ورئيس حزب الشعب ذي التوجه المحافظ.
- مانويل فراغا: الرئيس الثالث لمجلس الحكم المحلي في جليقية (1990 ـ 2005) ومؤسس حزب الشعب.

## وصلات خارجية
- الموقع الرسمي للجامعة (بالإسبانية) (بالإنجليزية) (بالغاليسية)